# Ben Hur (film, 1959)

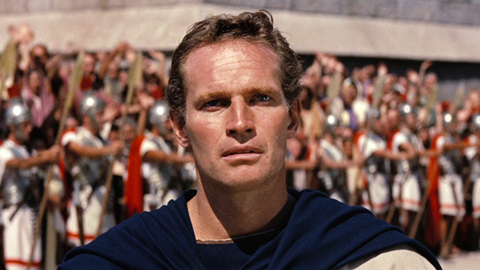
Charlton Heston v upoutávce na film

Ben Hur je americký film režiséra Williama Wylera, který je adaptací románu Ben Hur: Příběh Kristův generála Lewa Wallace. Titulní roli v něm ztvárnil Charlton Heston, dalšími hvězdami byli Jack Hawkins, Chaja Hararit, Stephen Boyd a Hugh Griffith.
Film měl premiéru 18. listopadu 1959 v New Yorku, v roce 1960 získal 11 Oscarů, více než kterýkoliv film do té doby. Tento rekord dodnes nebyl překonán, pouze dva snímky jej dokázaly vyrovnat: Titanic v roce 1997 a Pán prstenů: Návrat krále v roce 2003.

## Obsazení
| Charlton Heston | Judah Ben-Hur  |
| Jack Hawkins    | Quintus Arrius |
| Chaja Hararit   | Esther         |
| Stephen Boyd    | Messala        |
| Hugh Griffith   | šejk Ilderim   |
| Martha Scott    | Miriam         |
| Cathy O'Donnell | Tirzah         |
| Sam Jaffe       | Simonides      |
| Finlay Currie   | Balthasar      |
| Frank Thring    | Pilát Pontský  |
| Terence Longdon | Drusus         |
| George Relph    | Tiberius       |